# Alfredo Obertello
Alfredo Obertello (Retiro, Ciudad de Buenos Aires, 11 de abril de 1907 - Mar del Plata, Buenos Aires, 6 de enero de 1985) fue un entrenador argentino que se destacó en el Club Atlético Tigre durante el siglo XX.

## Biografía
Nacido en la Capital Federal -justamente en el lugar donde está emplazado el monumental Edificio Kavanagh- desde muy temprana edad se vinculó con el deporte, practicando atletismo en el antiguo Club Deportivo Central Argentino. Allí se destacó como un excelente velocista en carreras de medio fondo, lo que le valiera ser designado para representar a nuestro país en los Campeonatos Sudamericanos de los años 1926 y 1927, disputados en Uruguay y Chile respectivamente. También supo abarcar otras disciplinas siempre con el entusiasmo que lo caracterizaba en toda su prolongada campaña deportiva.
Con el correr de los años y al clarificarse su vocación, se fue orientando hacia la cultura física y la kinesiología. Llevado de la mano del directivo Alberto Cicarelli, en 1932 se vinculó al Club Atlético Tigre en calidad de masajista. Inmediatamente pasó a encargarse de la preparación física e incursionar, en ocasiones, en la delicada y difícil misión de dirigir el plantel de fútbol rentado, tarea esta última que supo desarrollar solo, o secundando en algún otro profesional. Paulatinamente, en  Tigre, fue sumando a su capacidad y dedicación por la función, un inmenso cariño hacia la institución, cualidades que armónicamente complementadas a su constante optimismo y exquisita personalidad, sirvieran para tomarlo en una figura catalizadora del respeto y el cariño de la parcialidad tigrense.
Con un total de 25 temporadas consecutivas (19 de ellas en Primera División), y más de 400 encuentros dirigidos, se lo considera el técnico más importante de Tigre del siglo XX. Condujo al equipo campeón de Primera B en 1953 y la exitosa gira por América del Sur y Caribe en 1956, donde se destacaban futbolistas históricos como Miguel Rugilo, Héctor de Bourgoing y Tucho Méndez. Merced a esta gira —una de las más exitosas realizadas por algún equipo argentino en el extranjero— Tigre fue tapa de muchos diarios de los países a los cuales visitó.También estuvo al mando en algunos partidos del equipo de Tigre que logró el torneo de Segunda División en 1945.
Con casi un cuarto de siglo de actuación sin interrupción y habiendo desechado en ese lapso numerosas y más ventajosas ofertas provenientes de otros clubes, el 30 de junio de 1956 la Comisión Directiva, que por entonces presidía Pedro Chague, resuelve aceptarle la renuncia. Obertello, luego de regularizar sus cosas, partió junto a su esposa, Julia Jauregui, para Centroamérica, aceptando finalmente un importante ofrecimiento del gobierno de la antillana República de Haití, para dirigír la Selección Nacional. Tarea nada sencilla, que cumplió con éxito y elogiosos comentarios, entre los años 1957 y 1960.
Los restos de Obertello, desde el 6 de enero de 1985 reposan en la necrópolis de San Martín, ciudad en la que residen sus parientes más cercanos.

## Trayectoria
| Equipo                       | País      | Período                                      |
| ---------------------------- | --------- | -------------------------------------------- |
| Tigre                        | Argentina | 1934-1935 1937-1938 1940-1941 1943 1949-1956 |
| Selección de fútbol de Haití | Haití     | 1957-1960                                    |

## Palmarés
| Título           | Equipo | País      | Año  |
| ---------------- | ------ | --------- | ---- |
| Segunda División | Tigre  | Argentina | 1945 |
| Primera B        | Tigre  | Argentina | 1953 |